# Knoblauch
Knoblauch (Allium sativum) ist eine Pflanzenart aus der Gattung Lauch (Allium). Er ist heute fast weltweit verbreitet. Er wird als Gewürz- und Heilpflanze genutzt. Für viele Tiere ist er dagegen giftig (→ Zwiebelvergiftung).

## Beschreibung

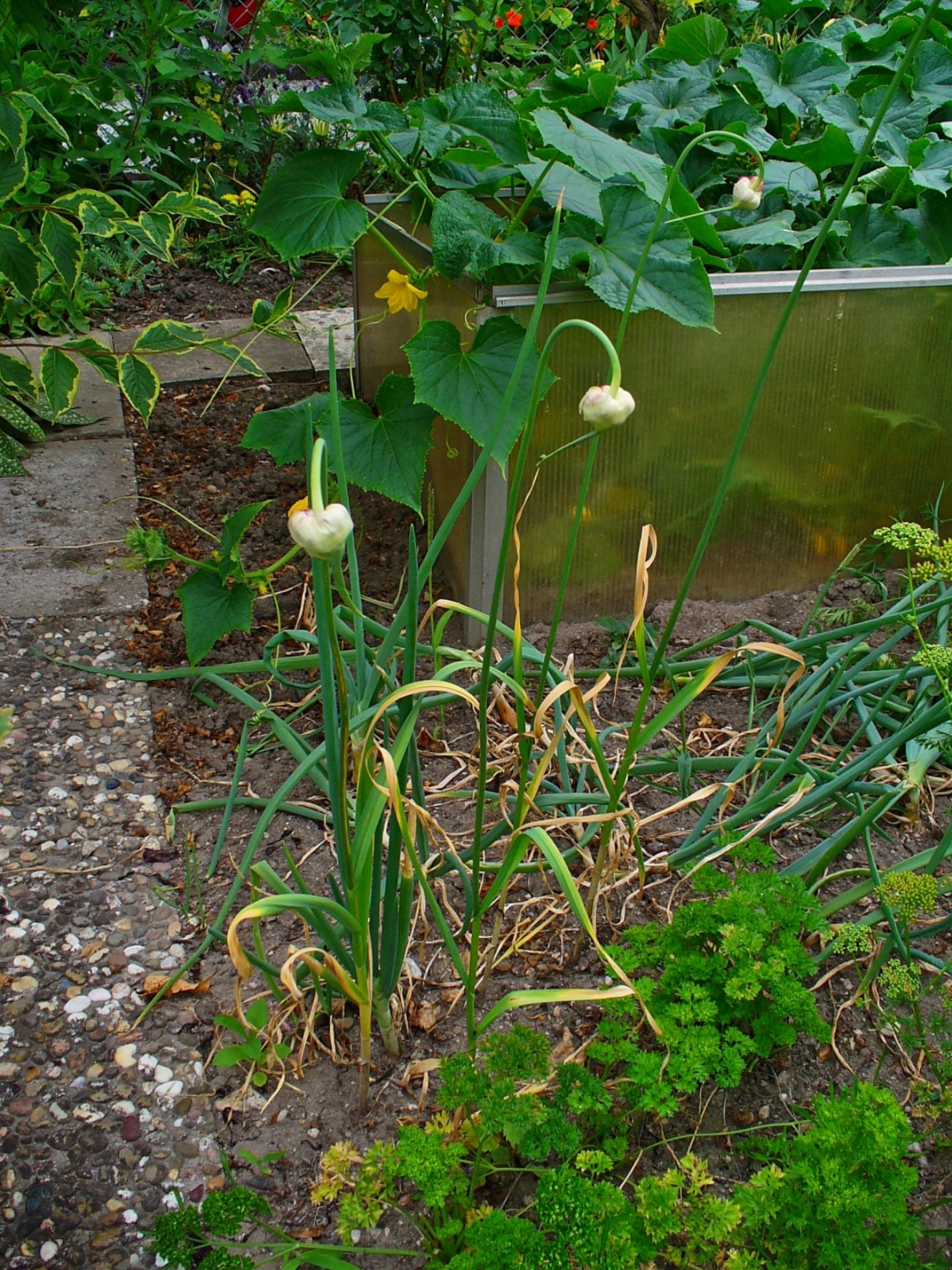
Knoblauchpflanze

Der Knoblauch ist eine ausdauernde, krautige Pflanze und erreicht Wuchshöhen von 30 bis 90 Zentimetern. Die flachen, bläulich grünen, spitzen und linealischen, kahlen Laubblätter mit Blattscheide sind bis zu 15–30 Millimeter breit und bis 50–80 Zentimeter lang. Als Überdauerungsorgan wird eine 5–7 Zentimeter große Zwiebel gebildet, die von einer dünnen, weißen oder rötlichen, papierigen, trockenen Hülle (Tunika) umgeben ist. Sie besteht aus den etwa fünf bis zwanzig Beiknospen der Blätter (Zehen, Klauen). Eine solche Zehe setzt sich aus dem von einem fleischigen, verdickten Niederblatt umgebenen Vegetationskegel und dem schützenden, zähen Hüllblatt zusammen. Jeweils drei bis fünf dieser Zehen sind dann von einem trockenen Zwiebelblatt (Niederblatt) umgeben, welche alle zusammen die Tunika bilden.
Die Pflanze besitzt ausdauernde Zwiebeln, die sich vegetativ vermehren; zum einen bilden sich um die Zwiebel Tochterzwiebeln, die sogenannten Zehen, zum anderen bildet sich bei einem Teil der Population im Sommer ein Stängel, der ein Paket der deutlich kleineren Brutkörper (auch Bulbillen genannt) ausbildet.
Die Zehen schmecken sehr scharf-aromatisch, ihr Saft ist klebrig. Aus der Mitte der Zwiebel treibt ein stielrunder Stängel aus. Die Blattscheiden der Blätter formen einen langen Pseudostängel, der kurze echte Stängel ist nur an der Zwiebelbasis.
Der stielrunde, sehr lange (50–100 Zentimeter) und aufrechte Blütenstandsschaft trägt einen fast kugeligen scheindoldigen Blütenstand mit einigen Blüten. Neben den meist unfruchtbaren Blüten entwickeln sich in einem spitzen, papierigen Blatthütchen (Spatha) etwa zehn bis zwanzig runde Brutzwiebeln (Bulbillen). Die lang gestielten, grünlich, weißen oder rosa, rötlichen, zwittrigen Blüten sind dreizählig mit einfacher Blütenhülle. Die sechs Tepalen und die Staubblätter, mit länglichen Anhängseln am Grund, stehen in zwei Kreisen. Der Fruchtknoten ist oberständig.
Es werden selten dreiklappige Kapselfrüchte mit schwärzlichen, skulptierten Samen gebildet.
Die Chromosomenzahl beträgt 2n = 16.

## Vorkommen
Die Wildform des Knoblauchs ist von Zentralasien bis zum nordöstlichen Iran verbreitet. A. sativum wird in vielen Ländern angepflanzt oder kommt verwildert vor.

## Inhaltsstoffe

### Durchschnittliche Zusammensetzung
Die Zusammensetzung von Knoblauch schwankt naturgemäß, sowohl in Abhängigkeit von der Sorte, den Umweltbedingungen wie Boden und Klima, als auch von der Anbautechnik je nach Düngung und Pflanzenschutz.
Angaben je 100 Gramm essbarem Anteil:
| Bestandteile    |        |
| --------------- | ------ |
| Wasser          | 64,0 g |
| Eiweiß          | 6,1 g  |
| Fett            | 0,1 g  |
| Kohlenhydrate 1 | 28,4 g |
| Mineralstoffe   | 1,4 g  |

| Mineralstoffe |         |
| ------------- | ------- |
| Natrium       | 17 mg   |
| Kalium        | 400 mg  |
| Magnesium     | 25 mg   |
| Calcium       | 40 mg   |
| Mangan        | 460 µg  |
| Eisen         | 1400 µg |
| Kupfer        | 150 µg  |
| Zink          | 575 µg  |
| Phosphor      | 135 mg  |
| Selen         | 6 µg    |

| Vitamine              |        |
| --------------------- | ------ |
| Thiamin (Vit. B1)     | 200 µg |
| Riboflavin (Vit. B2)  | 80 µg  |
| Nicotinamid (Vit. B3) | 600 µg |
| Vitamin E             | 11 µg  |
| Vitamin C             | 14 mg  |

| essentielle und semi-essentielle Aminosäuren |        |
| -------------------------------------------- | ------ |
| Arginin 2                                    | 610 mg |
| Histidin 2                                   | 110 mg |
| Isoleucin                                    | 210 mg |
| Leucin                                       | 295 mg |
| Lysin                                        | 260 mg |
| Methionin                                    | 75 mg  |
| Phenylalanin                                 | 175 mg |
| Threonin                                     | 150 mg |
| Tryptophan                                   | 65 mg  |
| Tyrosin                                      | 80 mg  |
| Valin                                        | 280 mg |

Der physiologische Brennwert beträgt 590 kJ (139 kcal) je 100 Gramm essbarem Anteil.

### Besonderheiten

Vereinfachte chemische Strukturformel von Alliin, einem Inhaltsstoff von Knoblauch

Die Knoblauchzwiebel enthält neben Speicherkohlenhydraten (insbesondere Fructane) auch schwefelhaltige Verbindungen wie das geruchlose Alliin sowie deren Vorstufen, Gammaglutamylalkylcysteine, ein Addukt mit Thiamin (Allithiamin), Adenosin und Alliin-Lyasen. Diese Enzyme gelangen erst durch Verletzung der Zellen (beispielsweise beim Quetschen oder Pressen der Zehen) in Kontakt mit Alliin, wobei die Verbindung abgebaut und die eigentlichen Wirkstoffe Allicin und weitere Folgeprodukte erst gebildet und durch den roten Blutfarbstoff zu Schwefelwasserstoff umgewandelt werden. Allicin ist Ausgangsstoff für mehrere andere schwefelhaltige Verbindungen, die insbesondere beim Erhitzen von Knoblauch entstehen. Dazu gehören Diallyldisulfid, Diallylthiosulfonat und vor allem auch Ajoen, das die Eigenschaft hat, die Aggregation von Thrombozyten zu verhindern, und somit antithrombotisch wirkt.
Ähnlich wie bei Zwiebeln kann es auch nach dem Schneiden von Knoblauch zu einer Verfärbung kommen. Diese ist grün. Der Farbstoff entsteht durch Reaktionen der Aminosäuren mit den Schwefelverbindungen. Gesundheitlich sind die Farbstoffe völlig unbedenklich.
Der Geruch der körperlichen Ausdünstungen von Menschen, die Knoblauch gegessen haben, rührt von den Abbauprodukten schwefelhaltiger Inhaltsstoffe wie dem Alliin, das zu Allicin umgewandelt wird, her. Allicin wirkt selbst in einer Verdünnung von 1:85.000 noch bakterizid. In frischem Knoblauch liegt der Alliingehalt bei 0,5 bis 1 % (bzw. 5 bis 14 mg/g). Die schwefelhaltigen Abbauprodukte werden über die Lungenbläschen an die Atemluft abgegeben.

## Systematik
Die Erstveröffentlichung von Allium sativum erfolgte 1753 in Species Plantarum, 1, S. 296–297. Synonyme für Allium sativum L. sind beispielsweise Allium pekinense Prokh., Allium controversum Schrad. ex Willd., Allium longicuspis Regel.
Allium sativum gehört zur Sektion Allium in der Untergattung Allium innerhalb der Gattung Allium.
Beim Knoblauch (Allium sativum) werden zwei Varietäten angegeben:
- Allium sativum var. sativum, der eigentliche Kulturknoblauch, in der Agrarwirtschaft auch Softneck[13][14] genannt
- Allium sativum var. ophioscorodon (Link) Döll (Syn.: Allium ophioscorodon Link), Hardneck, manchmal auch Schlangen-Knoblauch oder Rockenbolle (Rocambole) genannt

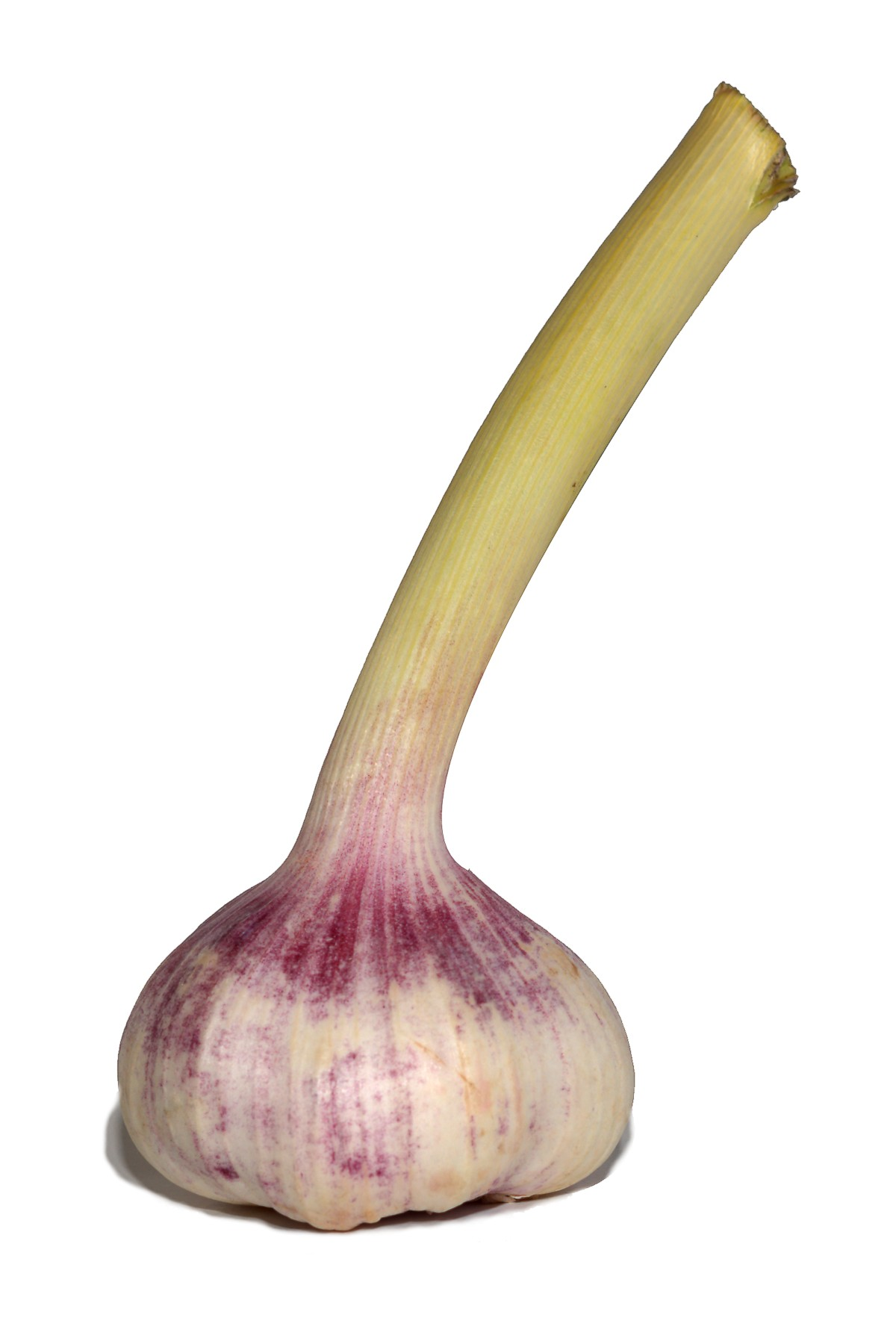
Frische Zwiebel mit Teilzwiebeln („Zehen“)

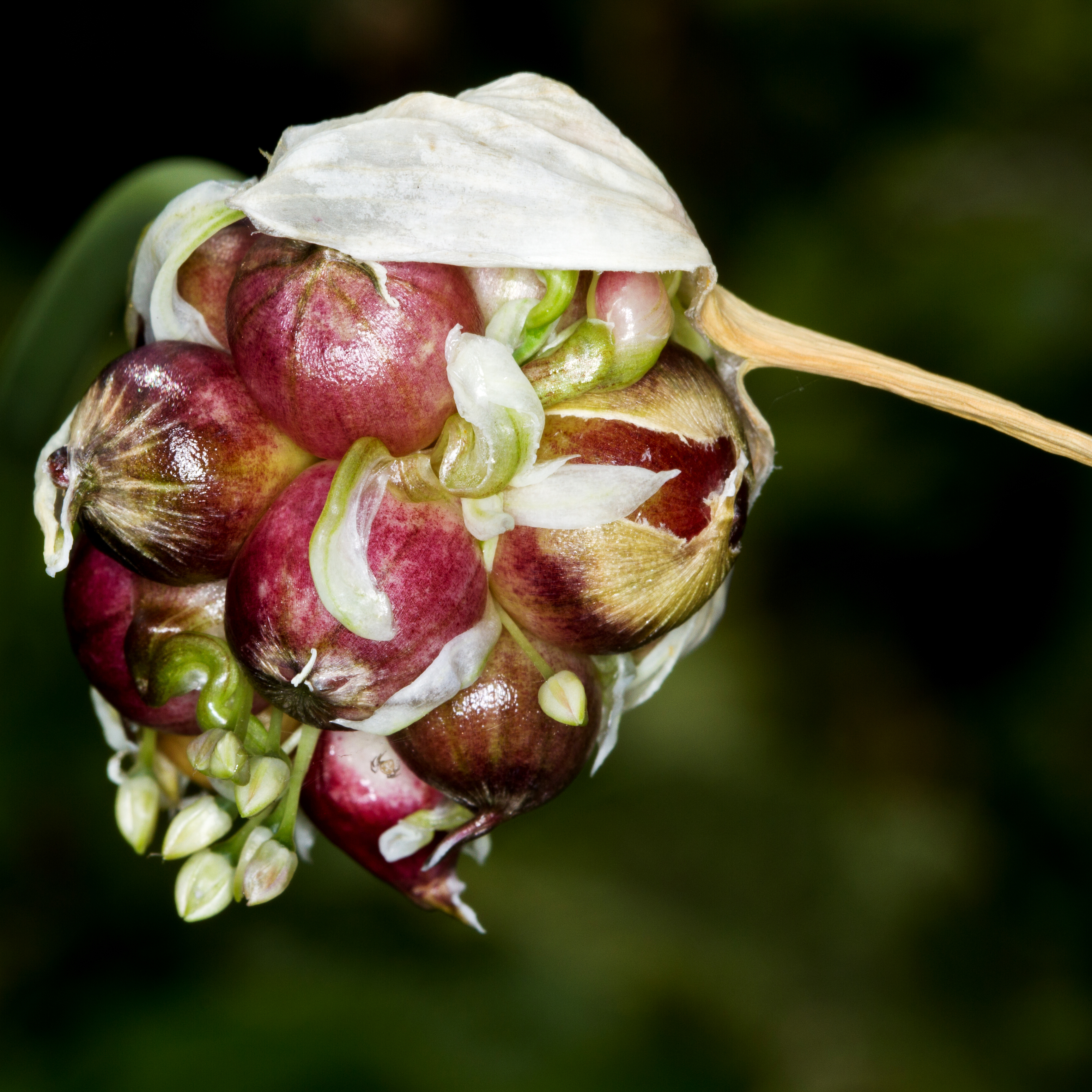
Die aufgeplatzte Spatha gibt die Sicht auf die Bulbillen frei

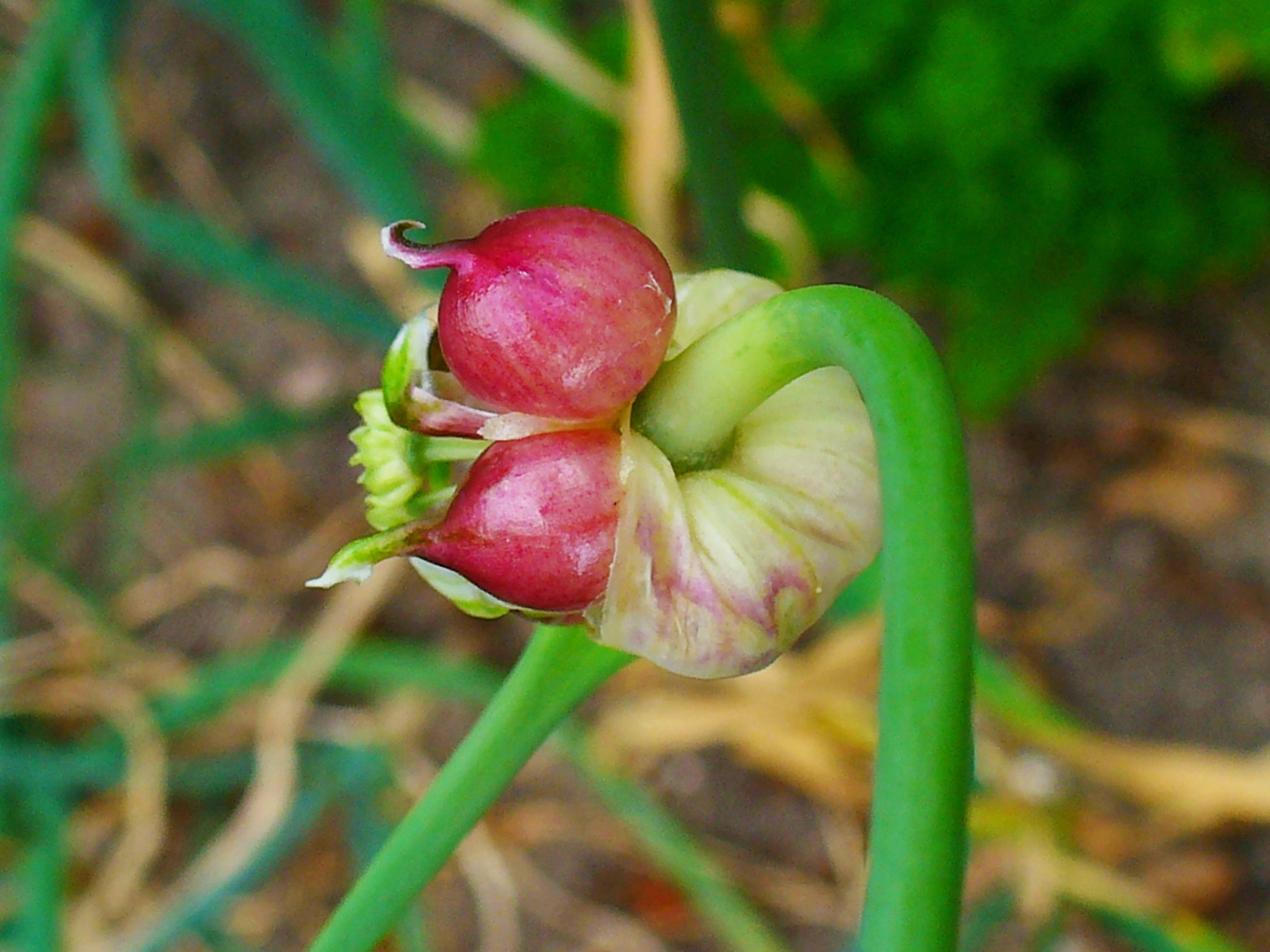
Brutzwiebeln

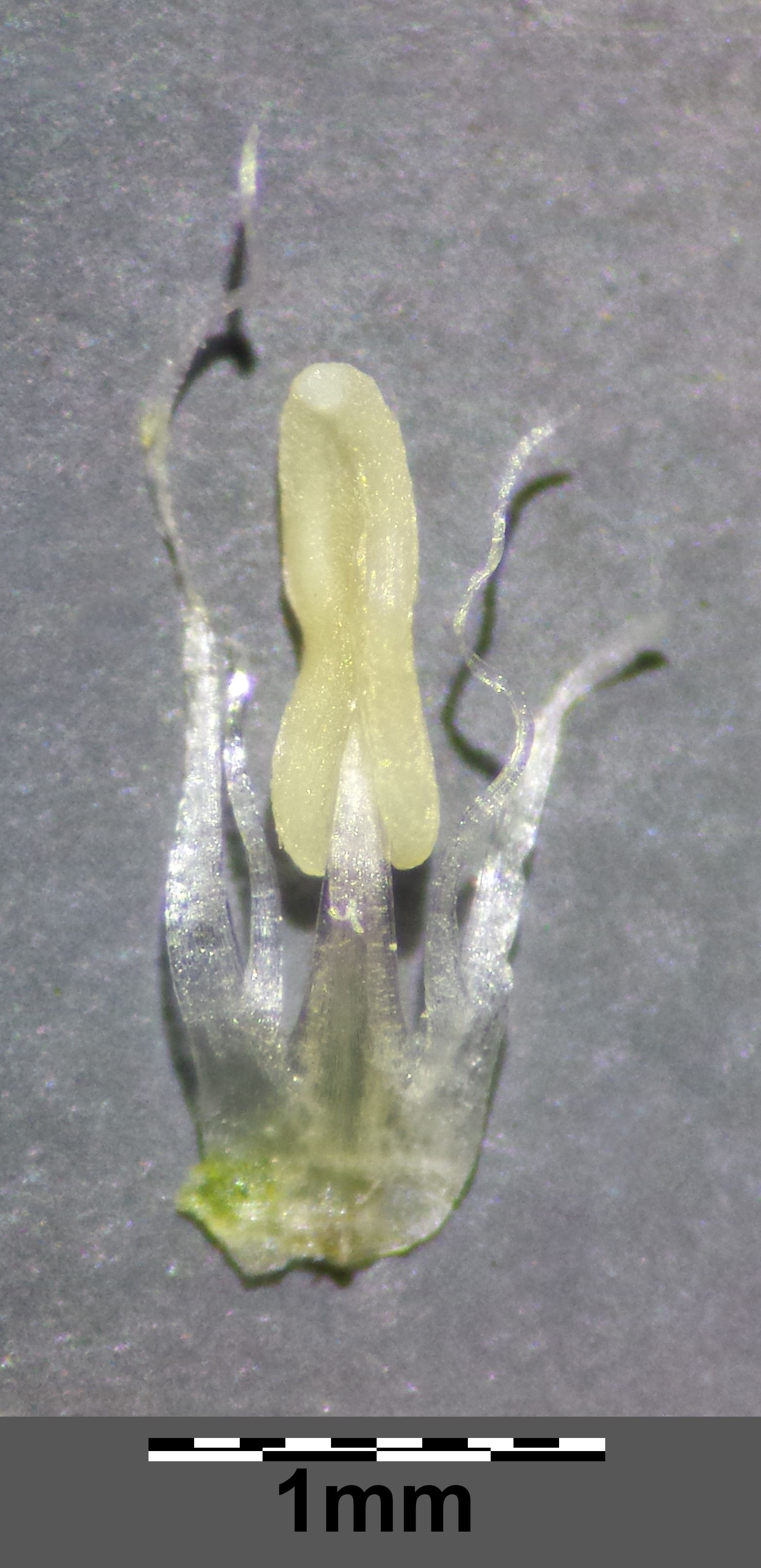
Inneres, unten verbreitertes Staubblatt mit fädlichen Anhängseln

Schmeil-Fitschen stufte 2003 die beiden Varietäten noch als Unterarten (subsp.) ein und bezeichnete Allium sativum var. ophioscorodon als „Perlzwiebel“.
Die beiden Varietäten von Allium sativum unterscheiden sich in folgenden Merkmalen:
- Allium sativum var. sativum: meist niedrige Blütenstandsschäfte, gerade oder anfangs peitschenförmig gebogen; Blätter mit rauem Rand, längliche Nebenzwiebeln.
- Allium sativum var. ophioscorodon: höhere Blütenstandsschäfte, am Anfang schlangenförmig gebogen, Blätter mit glattem Rand, rundlich-eiförmige Nebenzwiebeln.

Beide Varietäten sind mit zahlreichen Sorten für Herbst- und Frühjahrspflanzung im Anbau. Sie sind bei günstigem Klima (Weinbaugebiete) in Mitteleuropa gelegentlich auch verwildert anzutreffen.

## Nutzung

### Verwendung in der Küche

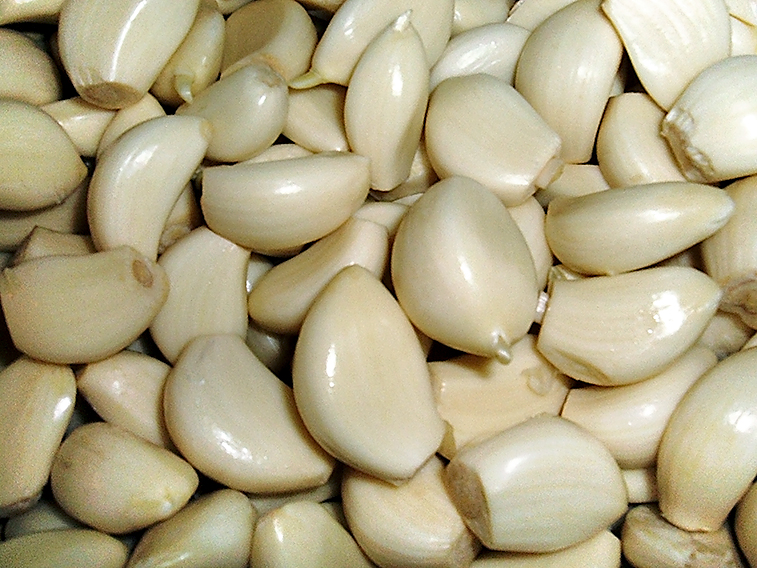
Geschälte Knoblauchzehen

Knoblauch ist in weiten Teilen der Welt als Gewürz und Gemüse bekannt und verbreitet. Knoblauchzehen sind in vielen Ländern frisch oder eingelegt in eine Salzlake oder in Öl erhältlich. Einen besonderen Stellenwert genießt er in der Küche des gesamten Mittelmeerraums und weiten Teilen Asiens. Er kommt in Gerichten mit ausgeprägtem Knoblauchgeschmack, wie etwa dem italienischen Spaghetti aglio e olio, den spanischen Gambas al ajillo, Knoblauchbrot, verschiedenen Würzsaucen oder Dips wie Aioli und Tsatsiki vor, wirkt jedoch auch allgemein geschmacksverstärkend und wird deshalb zu verschiedensten Braten-, Schmor-, Fisch- oder Eintopfgerichten hinzugefügt.
In manchen Gegenden Österreichs wird Knoblauch auch als „Vanille des armen Mannes“ bezeichnet. Der dort bekannte Vanillerostbraten wird daher nicht mit Vanille, sondern mit Knoblauch gewürzt.
Zur Verarbeitung von Knoblauch kann eine hierfür entwickelte Knoblauchpresse verwendet werden. Ein Knoblauchtopf kann zur Aufbewahrung kleinerer Mengen in der Küche dienen.

#### Schwarzer Knoblauch

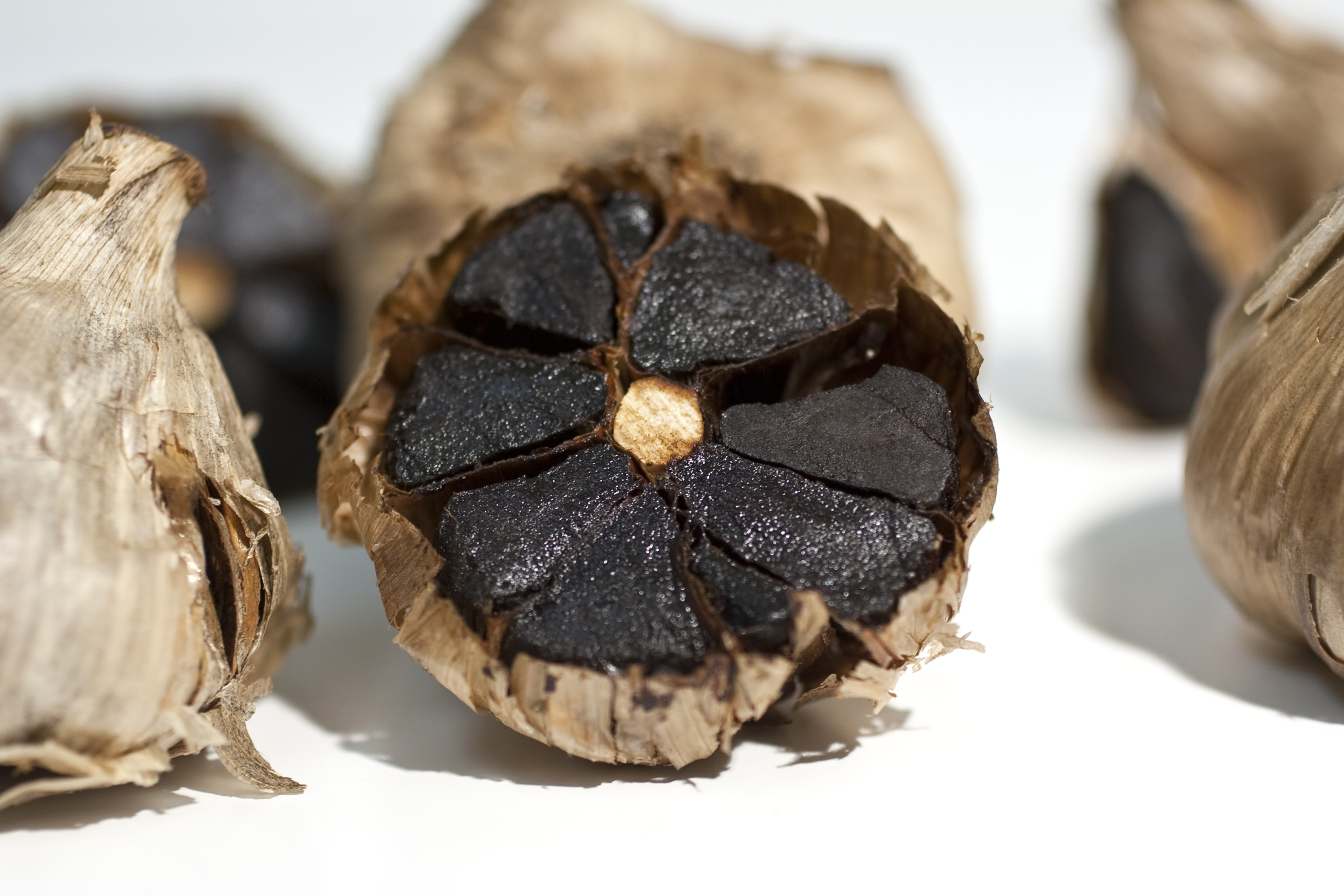
Schwarzer Knoblauch

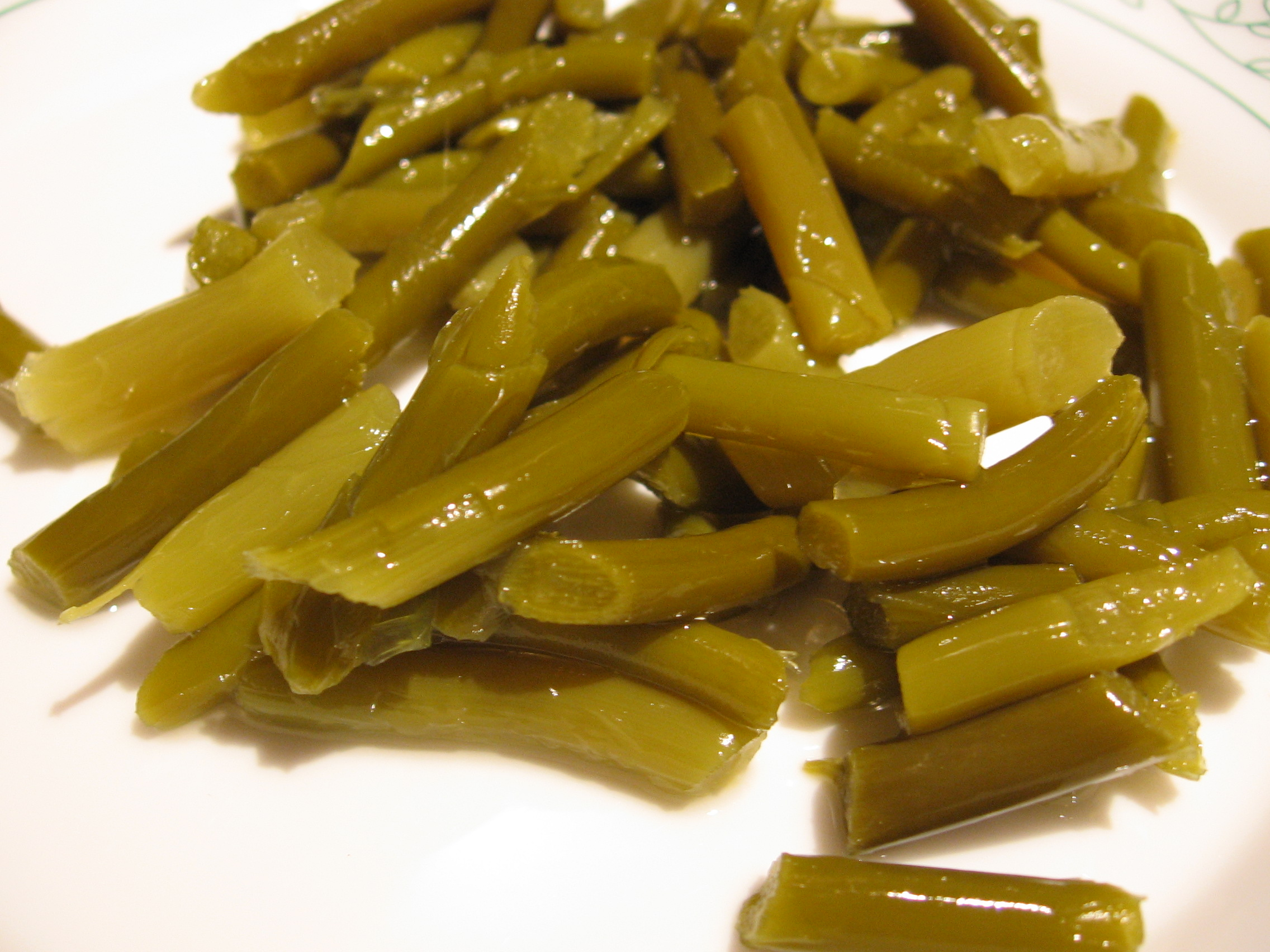
Knoblauchsprossen aus dem Glas

Schwarzer Knoblauch wurde fermentiert, dieser sogenannte Black Garlic ist in Japan, China und Korea eine Delikatesse. Knoblauch wird unter Verschluss bei definierter Hitze und Luftfeuchtigkeit gegart. Zucker und Aminosäuren werden dabei in dunkle, stickstoffhaltige organische Verbindungen umgewandelt, die den Knoblauch schwarz färben. Durch die Gare bekommt der Knoblauch eine weiche Konsistenz, der Geschmack wird süßlich und erinnert an Pflaumenkompott, Lakritz und Aceto balsamico, gemischt mit Knoblauchgeschmack.

#### Knoblauchsprossen, Knoblauchgrün
In Spanien werden in einigen Gerichten statt der Knoblauchzehen auch Knoblauchsprossen bzw. Knoblauchkeime verwendet, beispielsweise in der Tortilla Española. Grüne Knoblauchsprossen schmecken mild und sehen wie feine Grüne Bohnen aus. In Spanien sind eingelegte Knoblauchsprossen im Glas im Handel erhältlich.
Als Knoblauchgrün bezeichnet man die oberirdischen Pflanzenteile von jungem, ausgetriebenem Knoblauch, bei dem die Zwiebel noch nicht ganz ausgebildet ist.

### Verwendung als Heilpflanze
Die Kommission E des ehemaligen Bundesgesundheitsamtes stellt 1988 als Anwendungsgebiet der Knoblauchzwiebel fest: „Zur Unterstützung diätetischer Maßnahmen bei Erhöhung der Blutfettwerte. Zur Vorbeugung altersbedingter Gefäßveränderungen.“
Knoblauch wirkt antibakteriell, zur Prävention oder Behandlung bei Erkältungskrankheiten liegen aber keine Evidenzen vor. Eine Vielzahl von Untersuchungen ergab, dass die Inhaltsstoffe die Blutfettwerte senken und daher vorbeugend gegen atherosklerotische Veränderungen der Blutgefäße wirken könnten.
In den 1950er Jahren etwa wurden Knoblauch-Präparate als Saft, Tabletten oder Kapseln von dem 1898 gegründeten West-Lübecker Unternehmen Zinsser bei Hypertonie, Arteriosklerose, akuten und chronischen Magen- und Darmkrankheiten, Oxyuriasis und Nikotinvergiftungen empfohlen.
Eine Senkung des LDL-Cholesterins konnte nicht nachgewiesen werden, jedoch zeigten Metaanalysen, dass Knoblauch die Cholesterinwerte insgesamt signifikant senkt.
Ob der (langjährige) Konsum von Knoblauch eine vorbeugende Wirkung gegen Krebs hat, ist Gegenstand zahlreicher Untersuchungen und nicht geklärt. Metaanalysen von statistischen Erhebungen der vorbeugenden Ernährung legen eine vorbeugende bzw. lindernde Wirkung gegen Darmkrebs nahe, andere Untersuchungen widersprechen dem. Von einer Einnahme hochdosierter Knoblauchextrakte während der Krebstherapie wird wegen möglichen Interaktionen abgeraten.
Knoblauch wurde in Deutschland zur Arzneipflanze des Jahres 1989 gewählt.

### Kultivierung
Grundsätzlich gibt es die Möglichkeit, Knoblauch im Herbst oder im Frühling in die Erde zu stecken, da er ausdauernd und winterhart ist. Eine frühere Ernte ist beim Stecken im Herbst möglich, auch der Ertrag ist dann höher.
Die Raupen der Lauchmotte (Acrolepiopsis assectella) fressen bis zu 25 mm starke Gänge in die Knoblauchblätter, was zum Absterben der Pflanze führt. Die Weißfäule wird durch einen Schimmelpilz hervorgerufen. Die meisten anderen Schädlinge werden durch den Knoblauchgeruch vertrieben; dies kann man auch gezielt ausnutzen, indem man Knoblauch als natürliches Abwehrmittel neben andere Nutzpflanzen setzt.

### Knoblauchsaat
Knoblauch kommt heute nur noch als Kulturpflanze vor und hat dabei in der menschlichen Obhut die Fähigkeit zur sexuellen Fortpflanzung verloren. Die Kultivierung erfolgt stattdessen, wie oben beschrieben, asexuell über das Stecken von Zehen. Dies schränkt jedoch die genetische Variabilität und Zuchtmöglichkeiten stark ein. Lange ging man davon aus, dass Knoblauch nicht mehr zur Samenbildung in der Lage ist. Hobbygärtner haben jedoch zeigen können, dass es mit aufwändiger Pflege bei bestimmten Linien durchaus möglich ist, Samen zu gewinnen und die Fähigkeit zur sexuellen Fortpflanzung sich im Laufe der Folgegenerationen wiederherstellen lässt. Zur Arterhaltung des Knoblauchs rufen Biodiversitätsschützer Hobbygärtner inzwischen dazu auf, ebenfalls Knoblauchsaat zu gewinnen.

### Wirtschaftliche Bedeutung
2022 wurden laut der Ernährungs- und Landwirtschaftsorganisation der Vereinten Nationen FAO weltweit 29.149.438 t Knoblauch geerntet. Die Volksrepublik China erzeugte allein 73,2 % der weltweiten Produktion.
Folgende Tabelle gibt eine Übersicht über die 10 größten Produzenten von Knoblauch weltweit, die insgesamt 92,1 % der Erntemenge produzierten.
| Rang | Land                | Menge (in t) |
| ---- | ------------------- | ------------ |
| 1    | Volksrepublik China | 21.337.798   |
| 2    | Indien              | 3.208.000    |
| 3    | Bangladesch         | 526.819      |
| 4    | Ägypten             | 396.478      |
| 5    | Spanien             | 281.900      |
| 6    | Südkorea            | 272.759      |
| 7    | Äthiopien           | 218.807      |
| 8    | Usbekistan          | 210.348      |
| 9    | Vereinigte Staaten  | 204.797      |
| 10   | Myanmar             | 203.292      |
|      | Summe Top Ten       | 26.860.997   |
|      | restliche Länder    | 2.288.440    |

#### Österreich
2022 lag die Knoblauchanbaufläche bei 240 Hektar. Die Erntemenge betrug in diesem Jahr 1.470 Tonnen.

#### Schweiz
Der Knoblauchanbau in der Schweiz hat nur einen marginalen Anteil am Bodenverbrauch, in den 2010er-Jahren aber zugenommen. Wurden 2010 noch 2 Hektar angebaut, lag die bebaute Fläche 2022 bei 82 Hektar und einer Erntemenge von 396 Tonnen. Obwohl selbst beim Knoblauch inzwischen auf Regionalität geachtet wird, werden deutlich über 95 % – 3224 Tonnen – nach wie vor importiert. Der Wachstumstrend in der Schweiz hält aber weiter an (Stand 2019).

## Kulturgeschichte

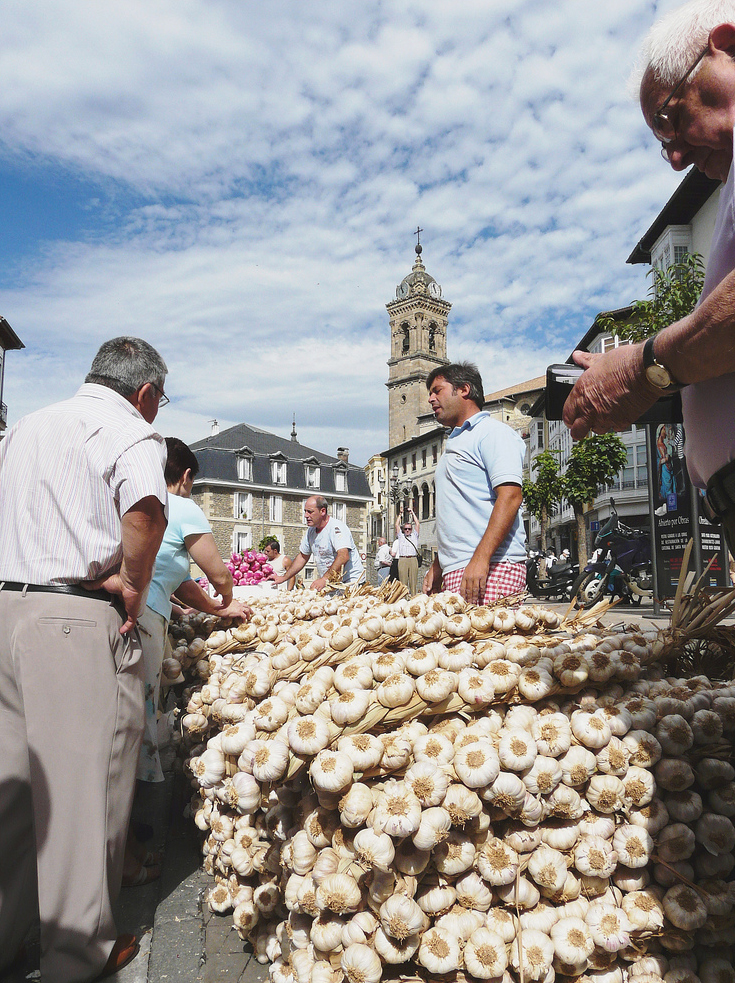
Knoblauchstand im Baskenland, 2008

### Altertum
Knoblauch war im Altertum als Nahrungs- und Heilmittel bekannt.
Er wird im Papyrus Ebers erwähnt. Herodot behauptet, dass die Arbeiter an den Pyramiden eine tägliche Ration von Zwiebeln, Knoblauch und Rettich erhalten hatten. Dies gehe aus einer Hieroglypheninschrift hervor, die ihm sein Reiseführer „übersetzt“ hatte.
Im 4. Buch Mose erinnern sich auswandernde Israeliten in der Wüste wehmütig an Fische, Gurken, Melonen, Lauch, Zwiebeln und Knoblauch, die sie in Ägypten gegessen hatten. Eine Paste aus Knoblauch, Öl und Salz wurde gegen Aussatz eingesetzt. Knoblauch am Vorabend des Sabbat zu essen machte unrein (taḳḳanot), entweder weil der Knoblauch als Aphrodisiakum galt oder weil er bei der Ernte mit potentiell unreinem Wasser begossen sein konnte.
Aus den Fragmenten des Eupolis ist bekannt, dass Knoblauch in Griechenland auf dem Markt verkauft wurde. Plinius beschreibt den Anbau.
Römer und Griechen wussten auch um die Heilkraft der Pflanze. Die Schrift De materia medica des antiken Arztes Pedanios Dioskurides aus dem ersten Jahrhundert empfiehlt den Knoblauch ausführlich für vielfältige Einsätze in der Medikation.

### Mittelalter
In der späten Antike und im Mittelalter wurde Knoblauch aus humoralpathologischer Perspektive unter anderem für Phlegmatiker und Menschen mit „kalten Magen“ empfohlen. Knoblauch wurde seit dem Mittelalter durch den Anbau in Klöstern verbreitet. In dem vermutlich Ende des achten Jahrhunderts von Karl dem Großen erlassenen Capitulare de villis wird der Knoblauch (in Kapitel 70) unter den zu kultivierenden Nutzpflanzen genannt.
Die Empfehlungen von Dioskurides blieben für das gesamte Mittelalter maßgeblich, wo etwa Bisswunden durch Hunde oder Schlangen, Haarausfall, Zahnschmerzen, Hautausschläge, Lungenleiden oder Menstruationsstörungen damit behandelt wurden. Ein eher magisch anmutendes Verfahren zur Zahnschmerzlinderung wird im Circa instans Mitte des 12. Jahrhunderts erwähnt, das auf die Pulsader gelegte gestampfte Knoblauchknollen empfiehlt. Auch in der angelsächsischen Medizin fand Knoblauch (garleac) Verwendung.

## Aberglaube
Knoblauch wurde in der Türkei, in Jerusalem, „bei den Arabern“, in Griechenland und in Ägypten als Abwehr gegen den „bösen Blick“ verwendet, genaue zeitliche Angaben darüber fehlen in der zitierten Quelle jedoch. Im persischen Volksglauben wird Knoblauch in zahlreichen Formen verwendet, Knoblauch wird in verschiedenen Erzählungen als Kette um den Hals getragen, um Vampire abzuwehren.

## Trivialnamen
Die deutsche Bezeichnung „Knoblauch“ leitet sich vom althochdeutschen Wort „klioban“ (= „spalten“) ab; im Mittelalter nannte man den Knoblauch nach diesem Wort chlobilou oder chlofalauh und klobelouch, bezogen auf das „gespaltene“ Aussehen seiner Zehen (siehe heute noch die Bezeichnung „Klauen“ bei Tieren).
Weitere, zum Teil nur regional gebräuchliche Bezeichnungen für den Knoblauch, der lateinisch meist allium (gelegentlich auch scordon oder – als wildwachsende Sorte angesehen – scordeon) genannt wurde, sind oder waren: Chlobaloch (althochdeutsch), Chlobeloch (althochdeutsch), Chlobelouch (althochdeutsch), Chlofolouch (althochdeutsch), Chloviloich (althochdeutsch), Chlovolouch (althochdeutsch), Chnobeloch (althochdeutsch), Chnobleich (althochdeutsch), Clovalouch, Clovelouch, Gruserich (Nordfranken), Klobelouch (mittelhochdeutsch), Kloblauch (mittelhochdeutsch), Kloblouch (mittelhochdeutsch), Kloflok (mittelniederdeutsch), Kluflock (mittelniederdeutsch), Knabelach (mittelhochdeutsch), Kniuwleng (Siebenbürgen), Knobel (Schwaben), Knobelouch (mittelhochdeutsch), Knoblech (Kanton Aargau, Kanton Graubünden), Knoblecht (St. Gallen), Knobleig (Siebenbürgen), Knoflak (Göttingen), Knoufl (Hianzisch), Knofi (Österreich), Knuewelek (Luxemburgisch), Knuflak (Göttingen), Knufflóek (mittelniederdeutsch), Knuflock (Pommern, Mecklenburg, Bremen), Knuftlók (mittelniederdeutsch), Kruftlók (mittelniederdeutsch) und Look (Altmark).
Wilder Knoblauch ist eine umgangssprachliche Bezeichnung für Bärlauch.

### Zeitgenössisch
- Theod. Frid. Lud. Nees ab Esenbeck: Genera plantarum florae germanicae. Vol. II, 1843, S. 201–207, online bei Bayerische Staatsbibliothek (BSB).

### Neuere Literatur
- Eric Block: Garlic and other Alliums: The Lore and the Science. Royal Society of Chemistry, Cambridge 2010, ISBN 978-0-85404-190-9.
- Heinrich P. Koch, Larry D. Lawson: Garlic. The Science and therapeutic Application of Allium sativum L. and related Species. Second Edition. Williams & Wilkens, Baltimore 1996, ISBN 0-683-18147-5.
- Ted J. Meredith: The complete book of garlic – a guide for gardeners, growers, and serious cooks.  Timber Press, Portland 2008, ISBN 978-0-88192-883-9.
- Johanna Schaal: Knoblauch – eine ganz besondere Knolle. Seehamer, Weyarn 1998, ISBN 3-932131-49-5.
- R. Lieberei, Ch. Reisdorff: Nutzpflanzen. 8. Auflage. Thieme, 2012, ISBN 978-3-13-530408-3, S. 22, 341 f.